# Mazerolles-du-Razès
Mazerolles-du-Razès (okzitanisch Maseròlas) ist eine südfranzösische Gemeinde mit 154 Einwohnern (Stand 1. Januar 2022) im Zentrum des Départements Aude in der Region Okzitanien.

## Lage
Das Runddorf (Circulade) Mazerolles-du-Razès liegt in einer Höhe von etwa 235 Metern ü. d. M. in der südöstlichen Randzone des Lauragais in der ehemaligen Grafschaft Razès etwa 37 Kilometer (Fahrtstrecke) südwestlich von Carcassonne bzw. etwa 18 Kilometer nordwestlich von Limoux.

## Bevölkerungsentwicklung
| Jahr      | 1968 | 1975 | 1982 | 1990 | 1999 | 2006 | 2016 |
| Einwohner | 265  | 213  | 180  | 179  | 181  | 174  | 163  |

Im 19. Jahrhundert hatte der Ort stets zwischen 300 und 420 Einwohner. Aufgrund der Reblauskrise im Weinbau und der zunehmenden Mechanisierung der Landwirtschaft ging die Einwohnerzahl seitdem bis auf die Tiefststände der letzten Jahrzehnte zurück.

## Wirtschaft
In früheren Zeiten lebten die Bewohner des Ortes als weitgehende Selbstversorger von der Landwirtschaft, wobei neben Getreide auch Wein angebaut wurde. Daneben betrieb man ein wenig Viehzucht (Schweine, Hühner etc.). An den Hängen des Hügels befinden sich Obstbäume und Gemüsegärten. Wie in vielen Orten des Languedoc dominiert seit dem 19. Jahrhundert der Weinbau; in der Umgebung des Ortes stehen die Gebäude einer regionalen Winzergenossenschaft (Cave Coopérative du Razès), die ihre Weine über die Appellationen Aude, Pays Cathare, Malepère und Pays d’Oc vermarktet. Wegen der Absatzkrise französischer Weine werden auf vielen landwirtschaftlich genutzten Flächen wieder Getreide (Weizen, Mais) und Sonnenblumen ausgesät. Der Tourismus in Form der Vermietung von Ferienwohnungen (gîtes) spielt seit den 1960er Jahren ebenfalls eine bedeutsame Rolle für die Einnahmen der Bevölkerung und der Gemeindekasse.

## Geschichte
Auf dem Gemeindegebiet wurden gallorömische Funde (Münzen sowie Bruchstücke von Amphoren und Dachziegeln) gemacht, die auf eine bereits in dieser Zeit existierende Siedlung hinweisen. Die erste Erwähnung der Kirche stammt aus dem Jahr 870, als Karl der Kahle diese an den Grafen Oliba II. von Carcassonne übereignete. Während des Albigenserkreuzzuges (1209) wurde der Ort von den Truppen Simon de Montforts eingenommen.

## Sehenswürdigkeiten
- Der alte Ortskern gehört zum Typus der im Languedoc verbreiteten Runddörfer (Circulades), die um ein Zentrum (Burg und/oder Kirche) herum angelegt wurden.
- Die spätgotische Kirche (Église Église Notre-Dame) stammt aus dem 12. bis 14. Jahrhundert; sie hat einen nichtapsidialen rechteckigen Grundriss und überrascht durch ihre hohe, von einem – nachträglich aufgesetzten – dreigeschossigen Glockengiebel (clocher mur) bekrönte schmuck- und portallose Westfassade, die ein wehrhaftes Erscheinungsbild bietet. Das Portal befindet sich auf der Südseite. Die Fenster auf der Nordseite des von einem Holzgewölbe überdeckten Kirchenschiffs wurden im 19. Jahrhundert eingebaut. Der Kirchenbau ist im Jahr 1948 als Monument historique anerkannt worden.[1]
- Ein Wegekreuz (croix de chemin) aus dem 16. Jahrhundert befindet sich neben dem Eingang zur Kirche; es ist im Jahr 1941 als Monument historique anerkannt worden.[2]